# Ticarcillina
La ticarcillina è un antibiotico appartenente al gruppo delle penicilline e in particolare delle carbossipenicilline. Differisce dalla carbenicillina per la presenza, lungo la catena acilamminica in posizione 6, di un anello tiofenico anziché quello aromatico benzenico.

## Farmacodinamica
La ticarcillina è in grado di provocare la morte del batterio per inibizione della formazione dei legami crociati nel peptidoglicano durante la divisione batterica, quando avviene la sintesi della parete batterica. Come per altri antibiotici appartenenti alle penicilline, la ticarcillina contiene l'anello β-lattamico che può essere idrolizzato ad opera dell'enzima beta-lattamasi. I batteri che esprimono questo enzima sono di conseguenza resistenti alla ticarcillina. Per questo motivo, i farmaci contenenti questo antibiotico, sono spesso accompagnati dalla presenza di acido clavulanico, inibitore dell'enzima beta-lattamasi, che impedisce l'idrolisi dell'anello β-lattamico vanificando la resistenza batterica a questo antibiotico.
Sempre a causa della presenza dell'anello β-lattamico, comune alle penicilline, la ticarcillina è in grado di dare reazioni allergiche in pazienti allergici alla penicillina.
La ticarcillina è in grado di oltrepassare la barriera placentare.

## Usi clinici
Il principio attivo, efficace contro Pseudomonas aeruginosa, veniva venduto in combinazione con l'acido clavulanico sotto il nome commerciale Timentin.
La ticarcillina è generalmente meno attiva sui batteri Gram+ e più attiva sui Gram-. Viene somministrata per via parenterale perché non è assorbita per via orale.

## Dosi terapeutiche
Somministrazioni parenterali di 3 g di ticarcillina (sale disodico) a cui si aggiungono 200 mg di acido clavulanico (sale di potassio).

## Effetti collaterali
Fra gli effetti collaterali si annovera nausea, vomito, cistite emorragica, sindrome di Stevens-Johnson e ipocaliemia.